# Antoni Noguera Balaguer
Antoni Noguera Balaguer (Palma, 1860-1904) est un compositeur, pianiste, musicologue et critique musical espagnol.

## Biographie
Fils du compositeur Honorat Noguera (1822-1890), Antoni Noguera Balaguer a vécu quelques années à Madrid afin d’y étudier l'ingénierie routière, formation imposée par son père, une carrière qu'il a complètement négligée, lui préférant celle de musicien. Selon l'écrivain Joan Estelrich i Artigues (ca), un camarade de classe, « sa seule occupation, jour et nuit, était de lire ou d'écouter de la musique ».
Il fut un élève et disciple de Guillermo Massot (*Palma de Mallorca, 1842; †Ibid., 1900), se spécialisant dans la recopie et l'étude du folklore de l'île. Il a suivi l'esthétique nationaliste (il fut membre de ce mouvement qui favorisa la formation de chœurs et d'organisations comme l'association Bach et le festival Chopin), fondant ses compositions dans le folklore majorquin.
Il a maintenu une relation étroite avec Felipe Pedrell, avec qui il a collaboré à la création du recueil de chansons que ce dernier a écrit, le Cancionero musical popular español (1922). Il fréquentait le salon Beethoven, fondé en 1896, où se réunissaient les intellectuels majorquins de l'époque.
Il fonda ainsi, avec Antonio J. Ponte, la société chorale de la Capella de Manacor, à laquelle il dédie son œuvre chorale Himne a la capella. Il écrivit aussi divers ouvrages tels que : Ensayos de crítica musical (prologue de Joan Alcover, 1908) et Memoria sobre los cantos, bailes y tocatas populares de la isla de Mallorca (Barcelone, 1893), pour laquelle il fut lauréat du premier prix lors du second Concurso de la Ilustración Musical Hispano-Americana de Barcelone. Ainsi il contribua à la diffusion des œuvres des polyphonistes classiques espagnols, dont il édita notamment l'ouvrage sur le polyphoniste majorquin du XIXe siècle Fray Juan Aulí (1797-1869).
Il écrit également La canción popular y las nuevas nacionalidades musicales (1895), Música religiosa (1899) et autres recensions critiques et travaux théoriques publiés par la presse baléare.
Il est l'auteur de Trois danses sur des airs populaires de l’île de Majorque, pour piano (1901), qui inclut Festa, Dansa trista et Dansa de Sant Joan. Dans les harmonisations pour chœur et dans ses œuvres figurent de nombreux éléments folkloriques. Les plus connus sont La Balenguera (mis en musique à partir du poème de Joan Alcover), Hivernenca, Fill d’ànima (mis en musique à partir du poème de Joan Alcover) et La sesta. 
Antoni Noguera Balaguer est le premier musicien majorquin avec une solide formation musicale et une technique à se lancer dans une carrière pour ouvrir la musique et la composition musicale des auteurs majorquins à la modernité, sans perdre de vue la musique traditionnelle et populaire originaire de l'île. Il n'est donc pas étonnant que sa production musicale soit basée presque exclusivement sur l'inspiration d'airs populaires et du folklore majorquin.